# Lukas Túdor
Luka Nicola Tudor Bakulić (Santiago del Cile, 21 febbraio 1969) è un ex calciatore cileno, di ruolo attaccante.

## Carriera

### Club
Ha giocato nella massima serie del campionato cileno con l'Universidad Católica e il Colo Colo, in quello svizzero col Sion e in quello argentino con il Newell's Old Boys.

### Nazionale
Con la Nazionale cilena ha giocato 13 partite prendendo parte alla Copa América 1989.